# James Maslow
James David Maslow (født 16. juli 1990) er en amerikansk skuespiller som blandt andet er kendt for sin rolle i Nickelodens Big Time Rush. James Maslow er også selv med i Big Time Rush bandet. Han spiller i bandet sammen med : Logan Henderson, Carlos Pena og Kendall Schmidt. Bandet bliver også kaldet BTR.
Bandet stoppede i slutningen af efteråret i 2013. Fordi de besluttede alle 4 at komme videre i deres karriere.

## Solokarriere
I 2015 udgiver James Maslow sin første single, som solo artist, sangen hedder "Lies". 
Senere samme år bliver singlen Circles.
I 2017 udgiver James Maslow sit debutalbum, med navnet "How I Like It". Den første single for albummet hedder Cry, hvor den canadiske rapper CIty Fidelia. 